# Хлорамбуцил
Хлорамбуцил (лат. Chlorambucilum) — синтетичний лікарський препарат, який за своєю хімічною структурою є похідним азотистого іприту, та застосовується перорально. Хлорамбуцил уперше синтезований дослідницькою групою під керівництвом Еверетта в США, та застосовується у клінічній практиці з 1957 року.

## Фармакологічні властивості
Хлорамбуцил — синтетичний лікарський засіб, який за своєю хімічною структурою є похідним азотистого іприту. Механізм дії препарату полягає у дії його активних метаболітів на пухлинні клітини, внаслідок чого утворюються радикали етиленімонію, внаслідок дії яких на відбувається зшивка ДНК клітин пухлини, що призводить до зупинки мітозу пухлинних клітин та гальмування росту пухлини, а також спричинює апоптоз клітин завдяки накопиченню цитозольного р53 та подальшої активації так званого промоутера апоптозу Bax. Хлорамбуцил частково діє також на РНК, та впливає як на клітини, що діляться, так і на клітини, що не діляться. Хлорамбуцил значно більше впливає на лімфоїдну тканину та лімфоцити, та значно менше впливає на нейтрофіли, тромбоцити та еритроцити. Хлорамбуцил застосовується для лікування лімфогранулематозу, неходжкінських лімфом, хронічного лімфолейкозу, раку яєчника, раку молочної залози, мієломної хвороби, саркоми різних локалізацій, хоріонепітеліомі матки, макроглобулінемії Вальденстрема, хворобі Леттерера-Сіве, а також нефротичному синдромі та гломерулонефриті та деяких ревматологічних захворюваннях (зокрема, хворобі Бехчета, дерматоміозиті, ревматоїдному артриті). Хоча хлорамбуцил зазвичай добре переноситься, та ефективний при лікуванні лімфопроліферативних захворювань, при застосуванні його у високих дозах може спостерігатися пригнічення функції кісткового мозку.

### Фармакокінетика
Хлорамбуцил швидко всмоктується після перорального застосування, біодоступність препарату становить 70—100 %. Максимальна концентрація препарату в крові досягається у середньому протягом 1 години після застосування. Хлорамбуцил швидко метаболізується до свого активного метаболіту — фенілацетату іприту. Препарат майже повністю (на 99 %) зв'язується з білками плазми крові. Хлорамбуцил не проникає через гематоенцефалічний бар'єр, проте проходить через плацентарний бар'єр та виділяється в грудне молоко. Метаболізується препарат у печінці із утворенням як активних, так і неактивних метаболітів. Виводиться хлорамбуцил із організму із сечею у вигляді метаболітів. Період напіввиведення препарату складає у середньому 1,5 години, при порушенні функції печінки або нирок спостерігається збільшення цього часу.

## Показання до застосування
Хлорамбуцил застосовується для лікування раку яєчника, раку молочної залози, мієломної хвороби, лімфогранулематозу, неходжкінських лімфом, хронічного лімфолейкозу, саркоми різних локалізацій, хоріонепітеліомі матки, макроглобулінемії Вальденстрема, хворобі Леттерера-Сіве, а також нефротичному синдромі та гломерулонефриті, деяких ревматологічних захворюваннях (зокрема, хворобі Бехчета, дерматоміозиті, ревматоїдному артриті), та саркоїдозу.

## Побічна дія
Хоча зазвичай хлорамбуцил добре переноситься хворими, при його застосуванні можуть спостерігатися наступні побічні ефекти:
- Алергічні реакції та з боку шкірних покривів — висипання на шкірі, кропив'янка, набряк Квінке, анафілактичний шок синдром Стівенса-Джонсона, синдром Лаєлла, гарячка.
- З боку травної системи — нудота, виразковий стоматит, блювання, діарея, езофагіт, порушення функції печінки (некроз печінки, цироз печінки, холестаз, жовтяниця).
- З боку нервової системи — головний біль, запаморочення, сплутаність свідомості, периферична нейропатія, галюцинації, виражена загальна слабкість, тремор, тривожність.
- З боку дихальної системи — інтерстиційний пневмоніт, інтерстиційний фіброз легень.
- З боку сечостатевої системи — дизуричні явища, токсична нефропатія (спричинена надмірним утворенням сечової кислоти), асептичний цистит, розлади функції яєчників, розлади овуляції, аменорея, азооспермія.
- Зміни в лабораторних аналізах — тромбоцитопенія, лейкопенія, анемія, лімфопенія, панцитопенія, пригнічення функції кісткового мозку.
- Інші побічні ефекти — збільшення ймовірності розвитку злоякісних пухлин, при застосуванні під час вагітності — тератогенна та ембріотоксична дія.

## Протипокази
Хлорамбуцил протипоказаний при підвищеній чутливості до препарату, вагітності та годуванні грудьми.

## Форми випуску
Хлорамбуцил випускається у вигляді таблеток по 0,002 г.